# Thomas Jöbstl
Thomas Wolfgang Jöbstl (ur. 22 września 1995) – austriacki dwuboista klasyczny, dwukrotny medalista mistrzostw świata juniorów, zwycięzca Pucharu Kontynentalnego.

## Kariera
Po raz pierwszy na arenie międzynarodowej pojawił się 6 marca 2010 w Eisenerz, gdzie w zawodach juniorskich zajął 15. miejsce w zawodach metodą Gundersena. Na mistrzostwach świata juniorów w Libercu wraz z kolegami wywalczył srebro w sztafecie, a w 2015 roku na mistrzostwach świata juniorów w Ałmaty, zdobył w sztafecie złoty medal. W zawodach Pucharu Świata zadebiutował 26 stycznia 2018 roku w Seefeld. Pierwsze pucharowe punkty wywalczył 4 lutego 2018 roku w Hakubie, gdzie był dwudziesty szósty.
Równocześnie ze startami w Pucharze Świata Jöbstl startuje również w Pucharze Kontynentalnym. Odnosił tam większe sukcesy, między innymi zwyciężając w klasyfikacji generalnej sezonu 2017/2018. Ponadto w sezonie 2018/2019 zajął trzecie miejsce w klasyfikacji generalnej.
Po sezonie 2021/22 postanowił zakończyć karierę.

## Osiągnięcia

### Mistrzostwa świata juniorów
| Miejsce | Dzień       | Rok  | Miejscowość | Konkurencja           | Wynik zwycięzcy | Strata  | Zwycięzca          |
| ------- | ----------- | ---- | ----------- | --------------------- | --------------- | ------- | ------------------ |
| 12.     | 23 stycznia | 2013 | Liberec     | Gundersen HS100/10 km | 24:51,0         | +1:28,4 | Manuel Faißt       |
| 13.     | 25 stycznia | 2013 | Liberec     | Sprint HS100/5 km     | 11:49,4         | +58,1   | Manuel Faißt       |
| 2.      | 26 stycznia | 2013 | Liberec     | Sztafeta HS100/4x5 km | 47:46,9         | +10,0   | Niemcy             |
| 13.     | 4 lutego    | 2015 | Ałmaty      | Gundersen HS100/10 km | 25:54,2         | +1:54,8 | Jarl Magnus Riiber |
| 1.      | 7 lutego    | 2015 | Ałmaty      | Sztafeta HS100/4x5 km | 48:41,4         | -       | -                  |

### Puchar Świata

#### Miejsca w klasyfikacji generalnej
- sezon 2017/2018: 70.
- sezon 2018/2019: 48.
- sezon 2019/2020: 17.
- sezon 2020/2021: 24.
- sezon 2021/2022: 35.

#### Miejsca na podium
Jak dotąd Jöbstl nie stał na podium indywidualnych zawodów Pucharu Świata.

### Puchar Kontynentalny

#### Miejsca w klasyfikacji generalnej
- sezon 2012/2013: 74.
- sezon 2013/2014: 85.
- sezon 2014/2015: 63.
- sezon 2015/2016: 11.
- sezon 2016/2017: 15.
- sezon 2017/2018: 1.
- sezon 2018/2019: 3.
- sezon 2019/2020: nie brał udziału
- sezon 2020/2021: nie brał udziału
- sezon 2021/2022: 21.

#### Miejsca na podium chronologicznie
| Nr  | Data             | Miejscowość | Konkurencja              | Wynik zwycięzcy | Pozycja | Strata  | Zwycięzca             |
| --- | ---------------- | ----------- | ------------------------ | --------------- | ------- | ------- | --------------------- |
| 1.  | 5 marca 2016     | Chaux-Neuve | Gundersen HS118/10 km    | 24:20,2 min     | 2.      | +16,4 s | Marjan Jelenko        |
| 2.  | 17 grudnia 2016  | Klingenthal | Gundersen HS140/10 km    | 23:22,0 min     | 3.      | +38,3 s | Tobias Simon          |
| 3.  | 12 stycznia 2018 | Ruka        | Gundersen HS142/10 km    | 29:08,1 min     | 3.      | +13,8 s | Bernhard Flaschberger |
| 4.  | 14 stycznia 2018 | Ruka        | Gundersen HS142/10 km    | 28:03,8 min     | 1.      | -       | -                     |
| 5.  | 11 lutego 2018   | Rena        | Gundersen HS111/10 km    | 26:55,7 min     | 1.      | -       | -                     |
| 6.  | 26 stycznia 2019 | Planica     | Gundersen HS139/10 km    | 24:14,4 min     | 3.      | +14,5 s | Leif Torbjørn Næsvold |
| 7.  | 27 stycznia 2019 | Planica     | Gundersen HS139/10 km    | 24:49,8 min     | 2.      | +7,8 s  | Paul Gerstgraser      |
| 8.  | 9 marca 2018     | Niżny Tagił | Start Masowy HS100/10 km | 106,6 pkt       | 1.      | -       | -                     |
| 9.  | 10 marca 2018    | Niżny Tagił | Gundersen HS100/15 km    | 39:53,0 min     | 1.      | -       | -                     |
| 10. | 23 stycznia 2022 | Klingenthal | Gundersen HS140/10 km    | 27:24,9 min     | 3.      | +44,0 s | Simen Tiller          |

### Letnie Grand Prix

#### Miejsca w klasyfikacji generalnej
- 2016: 40.
- 2017: niesklasyfikowany
- 2018: 6. (13.)[4]
- 2019: (11.)[5]
- 2021: 7. (8.)[6]

#### Miejsca na podium chronologicznie
Jak dotąd Jöbstl nie stał na podium indywidualnych zawodów LGP.